# Spökreportern
Spökreportern är en svensk komedifilm från 1941 i regi av Schamyl Bauman. 

## Handling
Fabrikören Augustus Blomkvist säljer sin korvfabrik och köper istället tidningen Stockholms-Posten där han blir reporter. Hans första uppdrag blir ett reportage om Operabaletten tillsammans med fotografen "Nysis". På Operabaletten får han se sin dotter som han trodde gick på hushållsskola.

## Om filmen
Premiärvisning på biograferna Plaza och Astoria i Stockholm den 9 augusti 1941. Filmfotograf var Hilmer Ekdahl. Filmen har aldrig visats i TV.

## Rollista i urval
- Åke Söderblom - Lasse "Nysis" Nylund, pressfotograf
- Thor Modéen - fabrikör Augustus Blomkvist/redaktör Svensson/Emil Blomkvist, Augustus bror
- Annalisa Ericson - Karin Blomkvist, Augustus dotter, balettdansös
- Erik "Bullen" Berglund - Tobias Holmgren, chefredaktören på Stockholms-Posten
- Eric Abrahamsson - John Wester, andreredaktören
- John Botvid - Nylund, chefen för bildarkivet, Nysis far
- Torsten Winge - utländsk diplomat
- Hilding Gavle - Emanuelo Fernando, monark från utlandet på besök
- Viran Rydkvist - fröken Ida Karlsson, pensionatsvärdinna
- Emil Fjellström - "Hesa Fredrik", förbrytare
- Bror Bügler - "Snutfagra Svensson", förbrytare
- Wiktor "Kulörten" Andersson - "Kofotslasse", förbrytare
- Mimi Pollak - balettlärarinnan
- Gideon Wahlberg - nattredaktören
- Erik A. Petschler - utländsk diplomat
- Aurore Palmgren - fru Nylund, Nysis mamma
- Axel Högel	- faktor
- Artur Cederborgh - Jonsson, redaktör på Arvika-Posten
- Arne Lindblad - chef för fotograferna
- Åke Claesson - Fridell, operachefen
- Carl-Gunnar Wingård - en herre utanför Operan
- Bror Abelli - doktor Ahlman, Stockholms-Postens litteraturkritiker
- Bellan Roos - Gullan, kokerska på Ida Karlssons pensionat
- Julia Cæsar - Alfhild, Emil Blomkvists hushållerska
- Gunnar Björnstrand	- ingenjör på korvfabriken
- Arthur Fischer - redaktör Palmgren
- Carl Ericson - vaktmästare på Stockholms-Posten
- Georg Årlin - redaktör
- Bojan Westin - balettflicka
- Sven Tropp - pianisten vid Operabalettens repetition

## Musik i filmen i urval
- The Lambeth Walk, musik & text: Noel Gay & Douglas Furber,  svensk text:  Kar de Mumma & Gardar Sahlberg, sång: Annalisa Ericson & Åke Söderblom
- Bella figlia dell'amore, musik: Giuseppe Verdi, text: Francesco Maria Piave, svensk text: Ernst Wallmark, sång: Annalisa Ericson & Åke Söderblom